# آلان راشينز
آلان ليونارد راشينز (Alan Leonard Rachins) (3 أكتوبر 1942 - 2 نوفمبر 2024)، هو ممثل أمريكي، اشتهر بدوره في دور دوغلاس براكمان في «LA Law» والذي نال عنه ترشيحات لجوائز الغولدن غلوب وإيمي، وتصويره لشخصية لاري (والد دارما الهيبي) في المسلسل التلفزيوني دارما وغريغ.

### من أفلامه
| سنة  | عنوان                    | دور                   | ملحوظات                |
| ---- | ------------------------ | --------------------- | ---------------------- |
| 1986 | سباق الرعد               | كارلوس                |                        |
| 1990 | حالة القلب               | الدكتور بوسنر         |                        |
| 1994 | شمال                     | محامي الدفاع          |                        |
| 1995 | فتيات الاستعراض          | توني موس              |                        |
| 1997 | تعرف على والي سباركس     | القاضي راندال ويليامز |                        |
| 1997 | اترك الأمر لبيفر         | فريد رذرفورد          |                        |
| 2011 | إجابات على لا شيء        | والد رايان            | صوت                    |
| 2013 | سكوبي دو! ميكا موت ميناس | الدكتور نيد ستابلز    | صوت؛ مباشر إلى الفيديو |

## روابط خارجية
- آلان راشينز على موقع IMDb (الإنجليزية)
- آلان راشينز على موقع ألو سيني (الفرنسية)
- آلان راشينز على موقع أول موفي (الإنجليزية)
- آلان راشينز على موقع قاعدة بيانات برودواي على الإنترنت (الإنجليزية)
- آلان راشينز على موقع قاعدة بيانات الأفلام السويدية (السويدية)
- آلان راشينز على موقع إن إن دي بي (الإنجليزية)
- آلان راشينز على موقع قاعدة بيانات الفيلم (الإنجليزية)
- آلان راشينز على موقع كينوبويسك (الروسية)